# Hărpășești
Hărpășești – wieś w Rumunii, w okręgu Jassy, w gminie Popești. W 2011 roku liczyła 977 mieszkańców.